# Nordens Ark

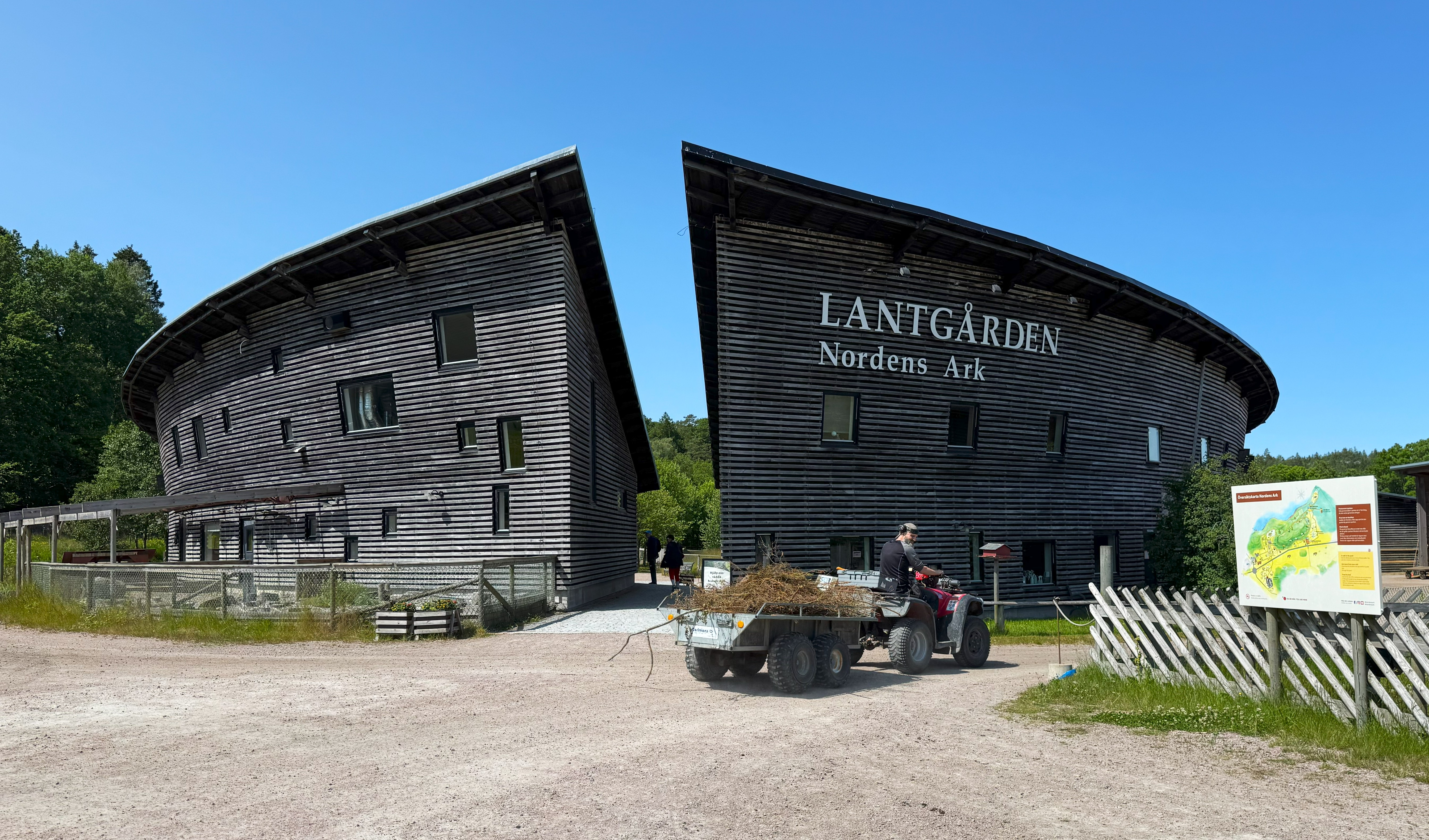
En av byggnaderna inom Lantgården.

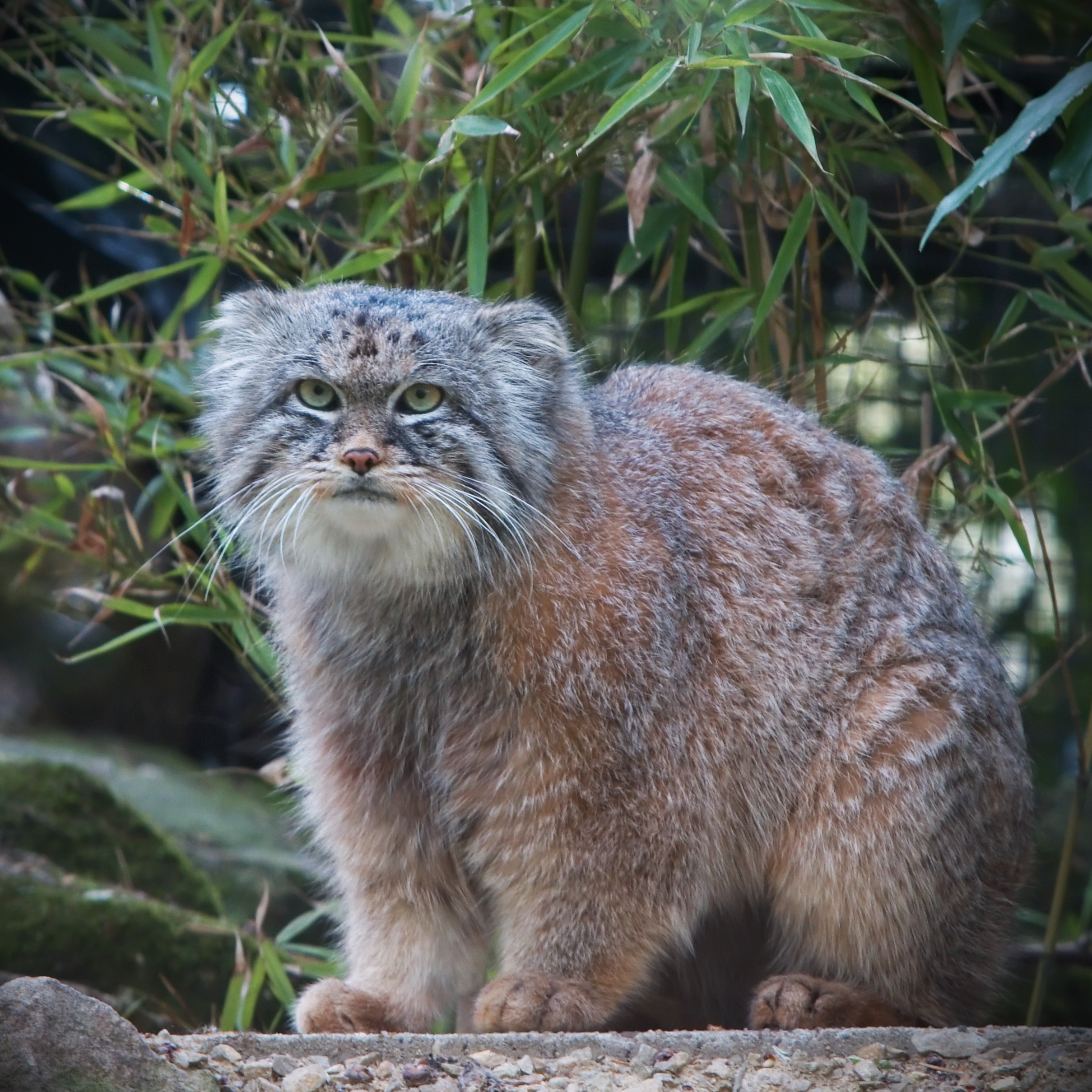
Pallaskatt

Nordens Ark är en djurpark på Åby säteris ägor vid Åbyfjorden  i Sotenäs kommun. Den drivs av Stiftelsen Nordens Ark, som avelsanläggning för hotade djur. Nordens Ark har en publik del som är öppen för besökare året runt, med omkring 100 000 besökare per år. Namnet Djurens Ark alluderar på berättelsen om Noaks ark i Bibeln.
Nordens Ark har ett sextiotal hotade djurarter som det medverkar till att bevara, främst hotade arter som däggdjur från norra halvklotets tempererade klimatzoner, fåglar, amfibier, reptiler och även hotade husdjur av nordiska lantraser. Anläggningen för amfibier, ormar, fåglar och malar invigdes av kronprinsessan Victoria 2008 genom att släppa ut en mal i en damm. Från denna damm flyttades 2011 22 utrotningshotade malar till  Helge å, ett av endast tre vattenområden i Sverige, där det finns mal. En fjällgåsfamilj med sex ungar skickades 2011 från Nordens ark till Porsangerfjorden i norska Finnmark. För att rädda den utrotningshotade fjällgåsen, har det bildats ett projekt. Förr var gåsen vanlig, men jagades hårt och blev sällsynt.. Under 2013 och 2014 sattes flera fjällgäss ut med gps-sändare. 
På Nordens Ark finns även en del dit besökare saknar tillträde. Där bedrivs forskning och avel på bland annat olika hotade svenska insekter och groddjur.
Förutom anläggningen, avel och återinplaneringsprogram bedriver Nordens Ark även högskole- och gymnasieeutbildningar i samarbete med Göteborgs universitet och Uddevalla kommuns Östrabogymnasium respektive naturbruksgymnasiet i Dingle. Sedan 2005 finns även hotell med konferensanläggning i anslutning till parken. Hela djurparken ingår i Åby naturvårdsområde.

## Historik
Området där parken ligger tillhörde under medeltiden de norska frälseätterna Kane, Galde (också stavat Galle) och Hjerne, och för cirka 400 år sedan Margareta Hvitfeldt. När hon dog 1683 visade det sig att hon hade testamenterat markerna med anläggningarna, som numera heter Åby säteri, till Hvitfeldska stipendieinrättningen. År 1975 köptes Åby säteri av Hushållningssällskapet. År 1989 invigdes Nordens Ark, och 1996 såldes Åby säteri med 383 hektar mark till stiftelsen Nordens Ark.
År 2006 fick parken ett nytillskott i form av amurtiger.
Nordens ark fick våren 2011 en ny art, pallaskatten Pallaskatterna ingår i det europeiska avelsprogrammet för hotade djurarter (EEP).
Sommaren 2014 flyttade ett par av persisk leopard in i parken. I samband med detta bygges också en ny väg i parken som knyter ihop alla kattdjur, en så kallad cat walk.
I juni 2023 invigdes SköldpaddsArken som är en anläggning för hotade sköldpaddor, främst från Sydostasien. 

## Hotade vilda djur på Nordens Ark
Utrotningshotade djur från norra halvklotets tempererade klimatzoner går ute året runt i mycket stora hägn. Detta för att djuren skall må så bra som de kan göra i fångenskap och för att återskapa så mycket som möjligt deras naturliga levnadsmiljöer. 

## Lantraser
Nordens Ark har flera lantraser, som fjällnära ko, väneko, jämtget, ölandsgås, värmlandsfår, dalapälsfår, linderödssvin, orusthöna och mellerudskanin. Dessa finns på Nordens Ark Lantgård i den norra delen av anläggningen.

## Stiftelsen Nordens Ark
Nordens Ark drivs av Stiftelsen Nordens Ark och stöds bland annat av fodervärdar, faddrar, gåvor och donationer från privatpersoner och företag.

## Stödföreningen Nordens Arks Vänner
Nordens Ark har en stödförening som heter Nordens Arks Vänner. År 2014 slog den rekord med närmare 9 000 medlemmar.

## Arter

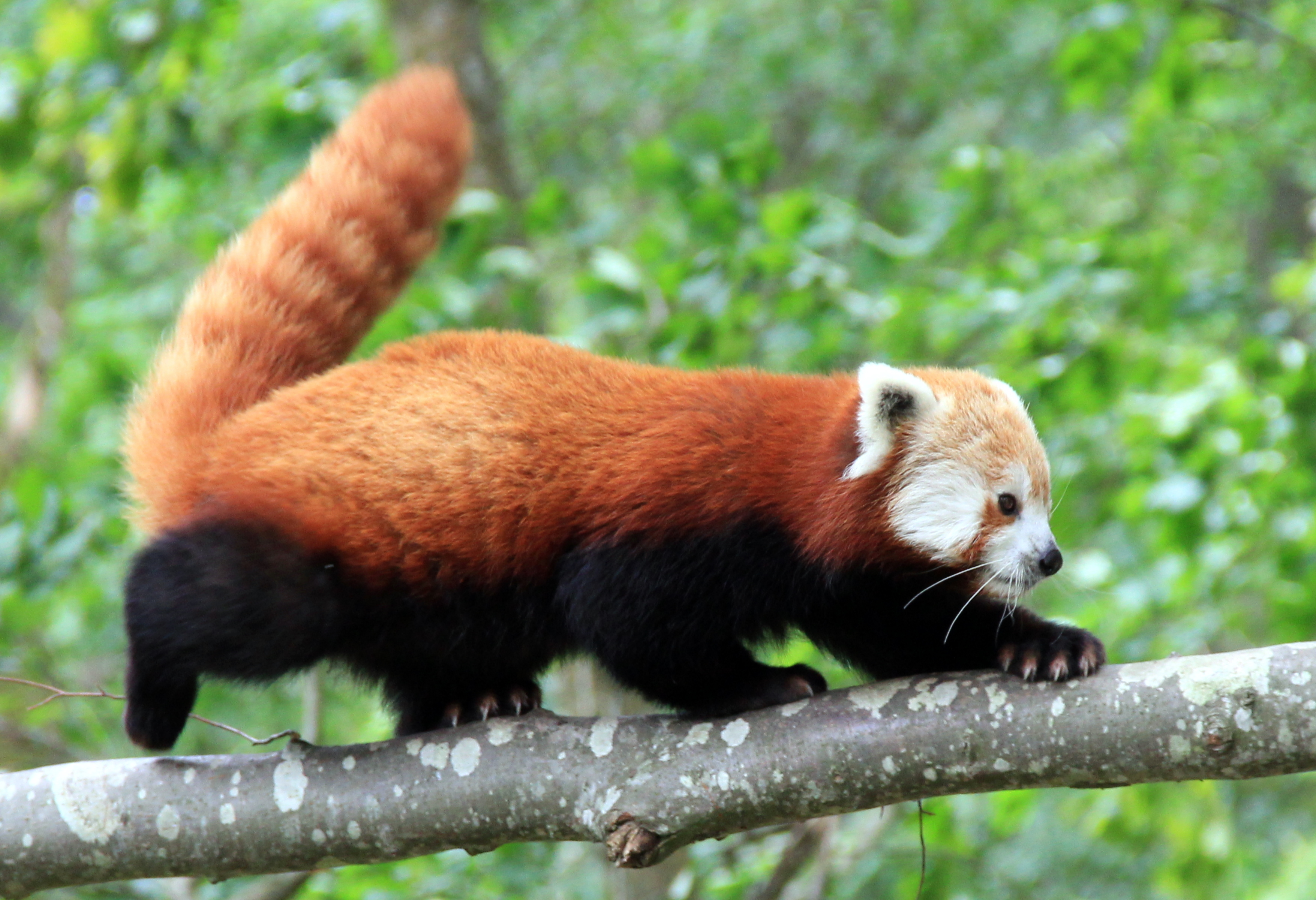
Röd panda

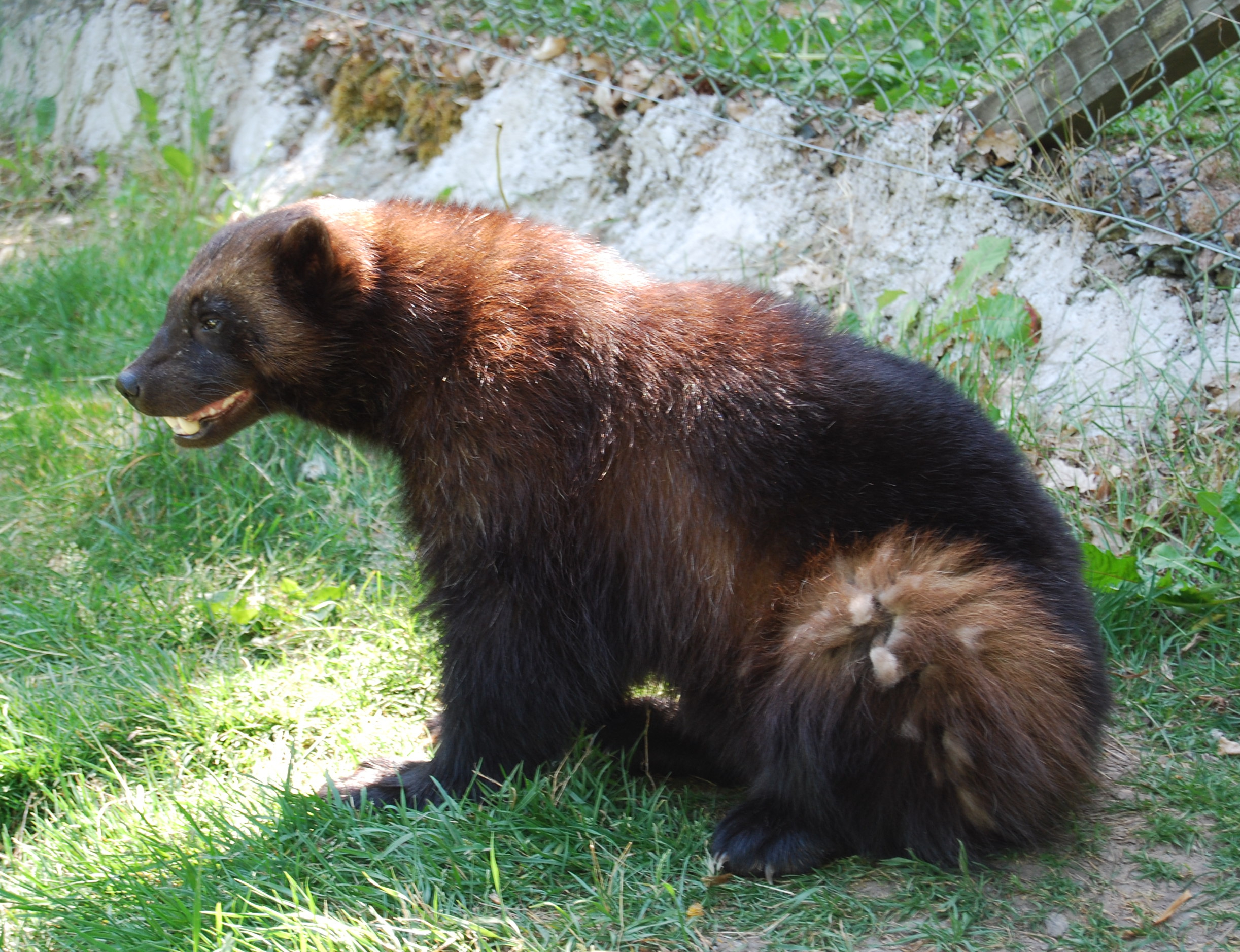
Järv

## Arter[9]

### Amfibier
- Grönfläckig padda (Bufotes viridis)
- Gölgroda (Pelophylax lessonae)
- Neurergus kaiseri
- Kycklinggroda (Leptodactylus fallax)
- Lemurlövgroda (Agalychnis lemur; endast uppfödning)

### Reptiler
- Europeisk kärrsköldpadda (Emys orbicularis)
- Grekisk landsköldpadda (Testudo hermanni)
- Huggorm (Vipera berus)
- McCords ormhalssköldpadda (Chelodina mccordi)
- Vietnamesisk kärrsköldpadda (Mauremys annamensis)
- Storhuvudsköldpadda (Platysternon megacephalum)

### Fiskar
- Mal (Silurus glanis)

### Däggdjur
- Amurleopard (Panthera pardus orientalis),
- Amurtiger (Panthera tigris altaica),
- Asiatisk vildhund (Cuon alpinus),
- Järv (Gulo gulo),
- Lodjur (Lynx lynx),
- Manvarg (Chrysocyon brachyurus),
- Pallaskatt (Otocolobus manul),
- Persisk leopard (Panthera pardus saxicolor),
- Przewalskis häst (Equus ferus przewalskii),
- Röd panda (Ailurus fulgens),
- Sisel (Spermophilus citellus),
- Skogsren (Rangifer tarandus fennicus),
- Europeisk vildkatt (Felis silvestris silvestris),
- Skruvhornsget (Capra falconeri),
- Snöleopard (Panthera uncia),
- Urial (Ovis vignei bochariensis)
- Visent (Bison bonasus)

### Fåglar
- Berguv (Bubo bubo),
- Fujiantragopan (Tragopan caboti),
- Eremitibis (Geronticus eremita),
- Fjällgås (Anser erythropus),
- Glasögontrana (Antigone vipio),
- Japansk trana (Grus japonensis),
- Lappuggla (Strix nebulosa),
- Vit stork (Ciconia ciconia),
- Vitryggig hackspett (Dendrocopus leucoto)

### Ryggradslösa djur
- Bredbandad ekbarkbock (Plagionotus detritus; endast uppfödning),*Mnemosynefjäril (Parnassius mnemosyne; endast uppfödning)
- Nordiskt bi (Apis mellifera mellifera)
- Större ekbock (Cerambyx cerdo; endast uppfödning)
- Trumgräshoppa (Psophus stridulus; endast uppfödning)
- Alpbock (Rosalia alpina; endast uppfödning)

### Svenska lantraser
- Bohuslän-Dals svarthöna
- Dalapälsfår
- Fjällnära ko
- Gammalsvensk dvärghöna
- Gotlandskanin
- Gutefår
- Jämtget
- Linderödssvin
- Mellerudskanin
- Nordsvensk brukshäst
- Orusthöna
- Rödkulla
- Svensk blå anka
- Väneko
- Värmlandsfår
- Ölandsgås
- Svensk ardenner